# Alexandr Mozháyev
Alexandr Valentínovich Mozháyev –en ruso, Александр Валентинович Можаев– (Vladikavkaz, 5 de agosto de 1958) es un deportista soviético que compitió en esgrima, especialista en la modalidad de espada.
Participó en los Juegos Olímpicos de Moscú 1980, obteniendo una medalla de bronce en la prueba por equipos (junto con Ashot Karaguian, Boris Lukomski, Alexandr Abushajmetov y Vladimir Smirnov) y el quinto lugar en la prueba individual.
Ganó cuatro medallas en el Campeonato Mundial de Esgrima entre los años 1981 y 1986.

## Palmarés internacional
| Juegos Olímpicos   | Juegos Olímpicos           | Juegos Olímpicos  | Juegos Olímpicos   |
| Año                | Lugar                      | Medalla           | Prueba             |
| ------------------ | -------------------------- | ----------------- | ------------------ |
| 1980               | Moscú (URSS)               | Medalla de bronce | Espada por equipos |
| Campeonato Mundial |                            |                   |                    |
| Año                | Lugar                      | Medalla           | Prueba             |
| 1981               | Clermont-Ferrand (Francia) | Medalla de oro    | Espada por equipos |
| 1981               | Clermont-Ferrand (Francia) | Medalla de plata  | Espada individual  |
| 1985               | Barcelona (España)         | Medalla de bronce | Espada por equipos |
| 1986               | Sofía (Bulgaria)           | Medalla de plata  | Espada por equipos |